# Joanna Zach-Rońda
Joanna Teresa Zach – polska historyk, dr hab. nauk humanistycznych, profesor Katedry Historii Literatury Polskiej XX Wieku Wydziału Polonistyki Uniwersytetu Jagiellońskiego.

## Życiorys
1 stycznia 1992 obroniła pracę doktorską Monolog w norwidowskim dramacie (Formy wypowiedzi a relacje osobowe w dramatach współczesnych Cypriana Norwida), 29 marca 2004 uzyskała stopień doktora habilitowanego. 28 lutego 2020 nadano jej tytuł profesora w zakresie nauk humanistycznych. Jest profesorem Katedry Historii Literatury Polskiej XX Wieku Wydziału Polonistyki Uniwersytetu Jagiellońskiego.
Była adiunktem w Katedrze Krytyki Współczesnej na Wydziale Polonistyki Uniwersytetu Jagiellońskiego.